# Siganus
Famille
Genre
Siganus est un genre de poissons tropicaux, le seul de la famille des Siganidae, appelés sigan en France et picot en Nouvelle-Calédonie, et parfois « poissons-lapins » à l'imitation de l'anglais rabbitfish.

## Caractéristiques
Les poissons-lapins ont un corps ovale, comprimé latéralement, qui peut être élancé. Quelques espèces ont un museau tubulaire. La bouche est très petite et comporte des mâchoires non protractiles qui possèdent chacune une rangée de dents comprimées, serrées et semblables à des incisives. Les dents se chevauchent légèrement et créent une structure comparable à celle d'un bec. La nageoire dorsale comporte 13 épines et 10 rayons mous. L'épine antérieure est courte, pointue et dirigée vers l'avant, dépassant parfois de son fourreau, mais elle peut être repliée. La nageoire anale possède 7 épines et 9 rayons mous. Les nageoires pelviennes ont 2 épines et 3 rayons mous entre elles, ce qui est une caractéristique unique aux Siganidae. Une membrane s'étend de l'épine interne de la nageoire pelvienne jusqu'au ventre, l'anus se trouvant entre ces deux membranes. Les petites écailles sont cycloïdes et peuvent être absentes de la région de la tête, et même si elles sont présentes sur la tête, elles sont limitées à une petite zone de la joue sous l'œil. Les longueurs totales maximales varient de 20 cm dans le cas de S. unimaculatus à 53 cm chez S. javus, pour une moyenne générale autour de 40 cm.
Les épines des nageoires sont équipées de glandes à venin : la piqûre est très douloureuse, mais elle n'est généralement pas considérée comme médicalement préoccupante chez les adultes en bonne santé. 
Ce sont des poissons essentiellement herbivores, qui se nourrissent d'herbes marines et d'algues. 
Deux espèces sont considérées comme invasives en Méditerranée, et préoccupantes : Siganus luridus et Siganus rivulatus. 

## Liste des espèces
Selon World Register of Marine Species (31 décembre 2015) :
- Siganus argenteus (Quoy & Gaimard, 1825)  — Sigan vermiculé, Picot gris
- Siganus canaliculatus (Park, 1797) — Sigan pintade
- Siganus corallinus (Valenciennes, 1835)
- Siganus doliatus Guérin-Méneville, 1829-38  — Sigan barré, Picot à lignes bleues
- Siganus fuscescens (Houttuyn, 1782)
- Siganus guttatus (Bloch, 1787)
- Siganus insomnis Woodland & Anderson, 2014
- Siganus javus (Linnaeus, 1766) — Sigan ondulé
- Siganus labyrinthodes (Bleeker, 1853)
- Siganus lineatus (Valenciennes, 1835)
- Siganus luridus (Rüppell, 1829) — poisson-lapin à queue tronquée, sigan sombre
- Siganus magnificus (Burgess, 1977) — Sigan magnifique
- Siganus niger Woodland, 1990
- Siganus puelloides Woodland & Randall, 1979
- Siganus puellus (Schlegel, 1852)
- Siganus punctatissimus Fowler & Bean, 1929
- Siganus punctatus (Schneider & Forster, 1801)
- Siganus randalli Woodland, 1990
- Siganus rivulatus Forsskål & Niebuhr, 1775 - poisson-lapin à ventre strié, sigan marbré
- Siganus spinus (Linnaeus, 1758)
- Siganus stellatus (Forsskål, 1775)
- Siganus sutor (Valenciennes, 1835)
- Siganus trispilos Woodland & Allen, 1977
- Siganus unimaculatus (Evermann & Seale, 1907)
- Siganus uspi Gawel & Woodland, 1974
- Siganus vermiculatus (Valenciennes, 1835)
- Siganus virgatus (Valenciennes, 1835)
- Siganus vulpinus (Schlegel & Müller, 1845) — Sigan renard, Picot renard
- Siganus woodlandi Randall & Kulbicki, 2005

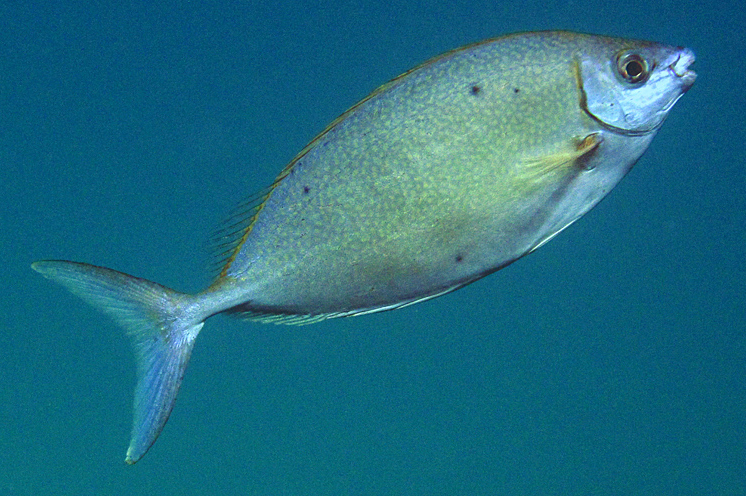
Siganus argenteus
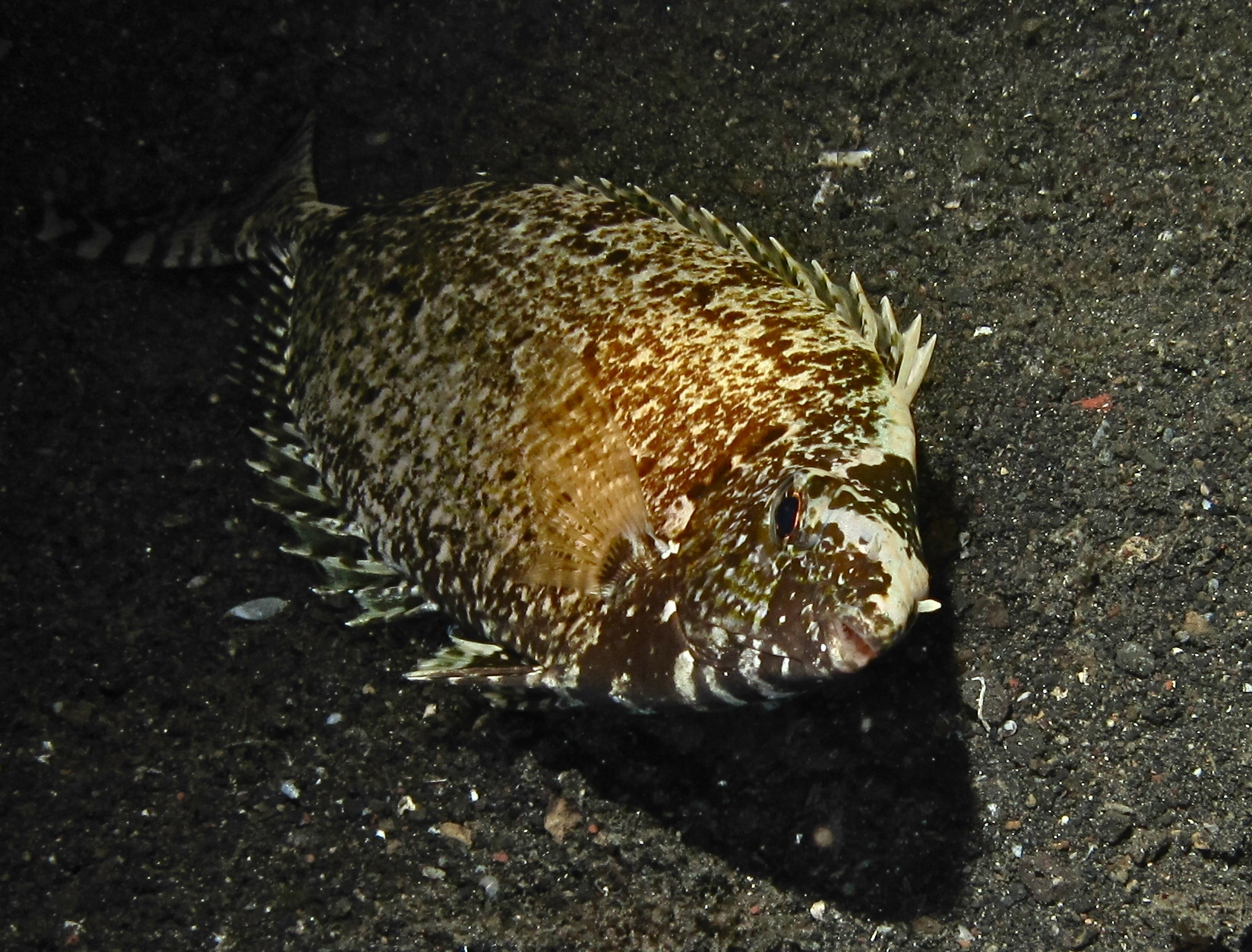
Siganus canaliculatus
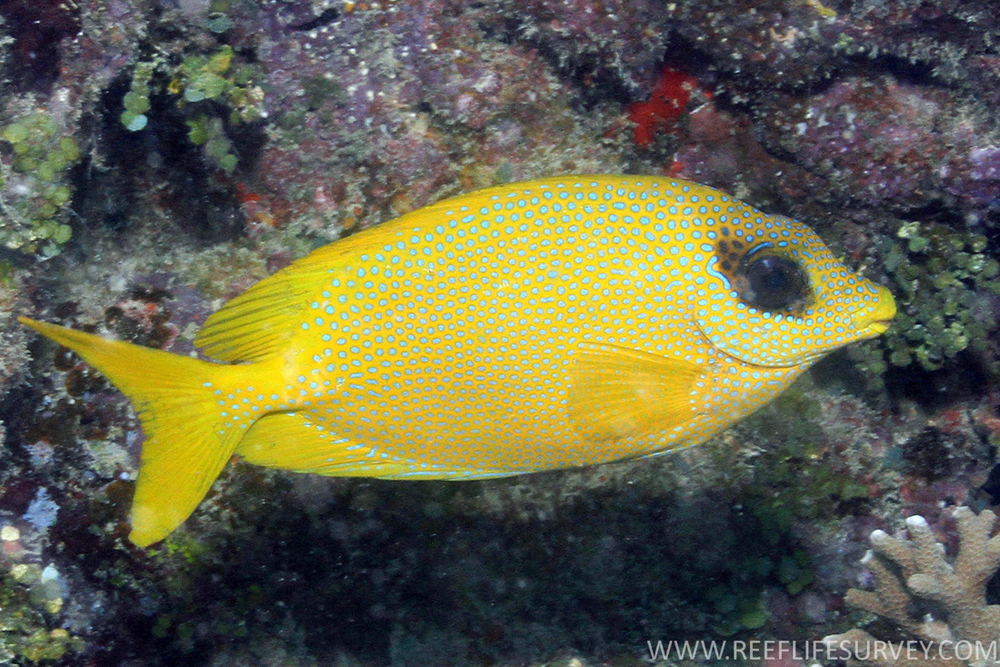
Siganus corallinus
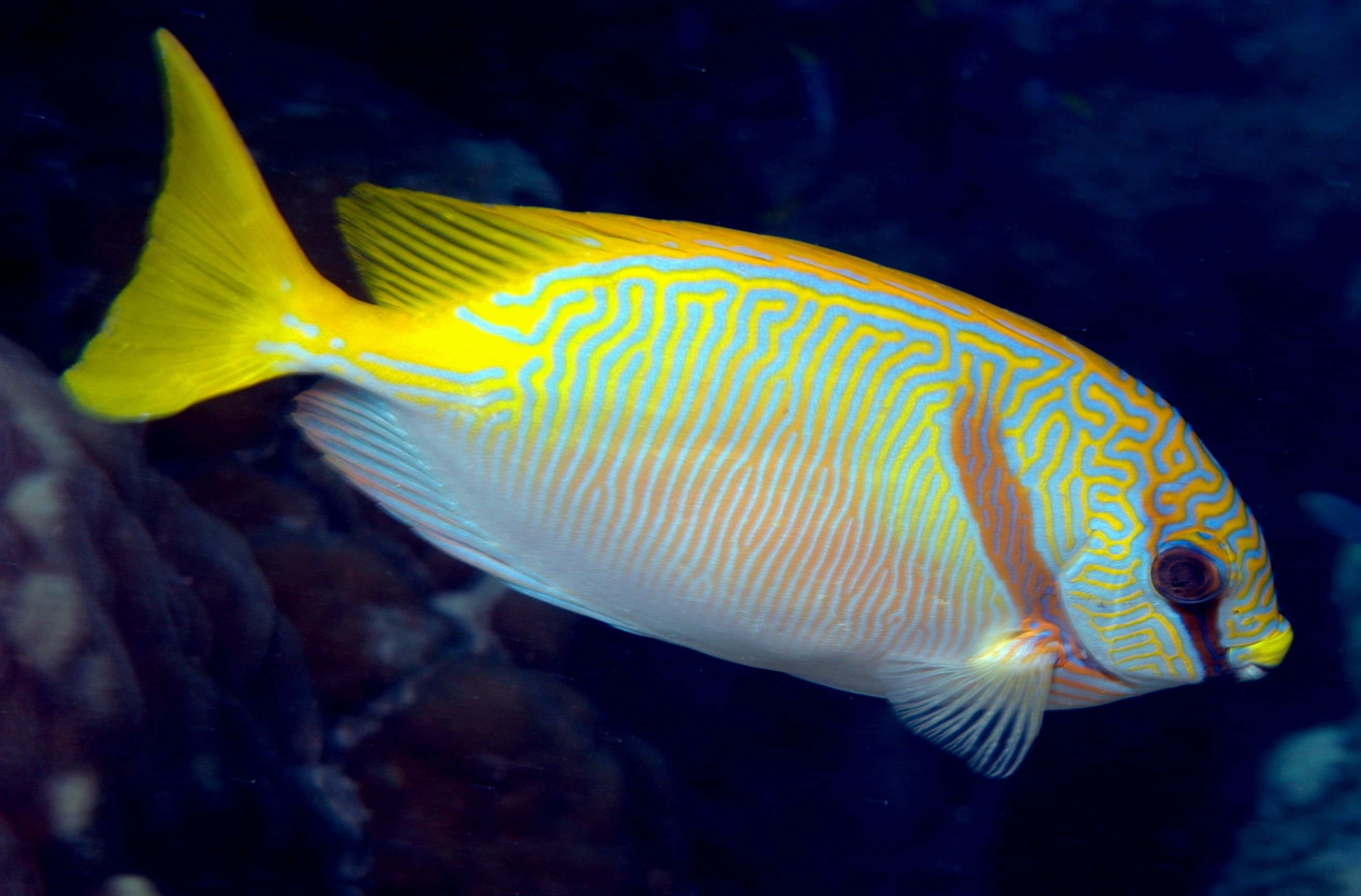
Siganus doliatus
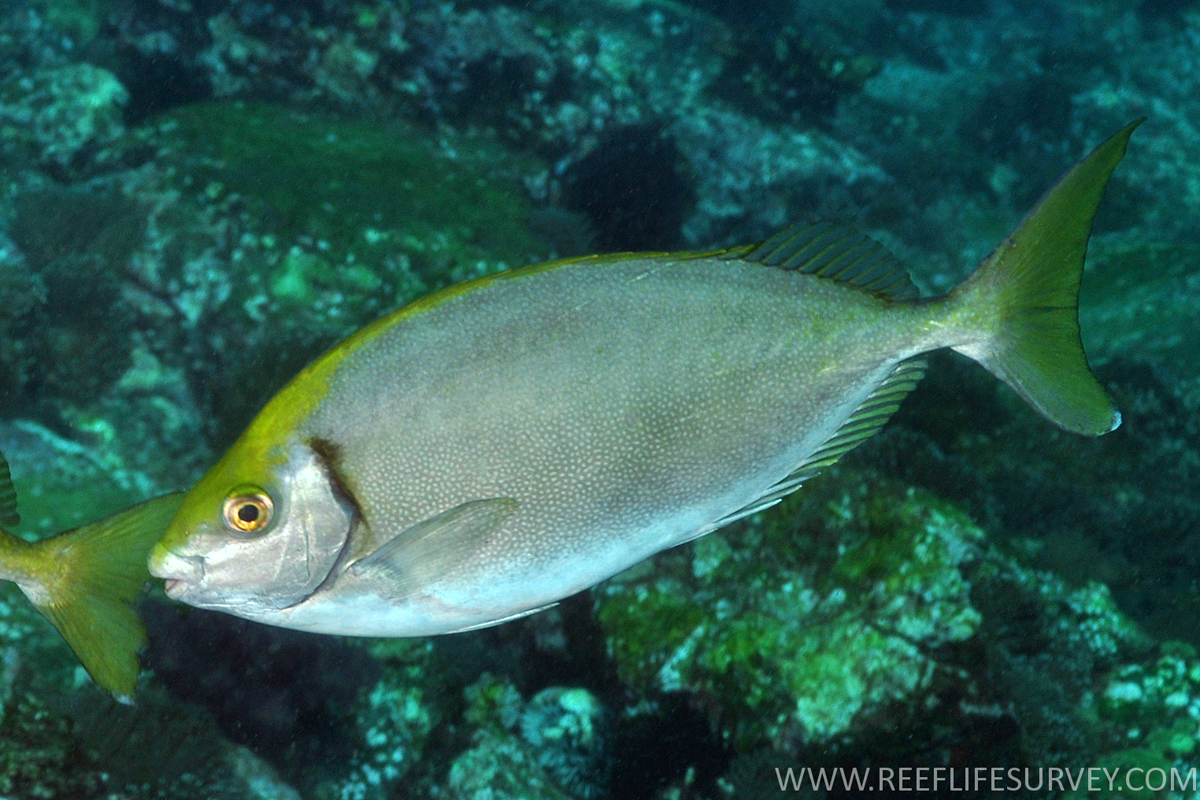
Siganus fuscescens
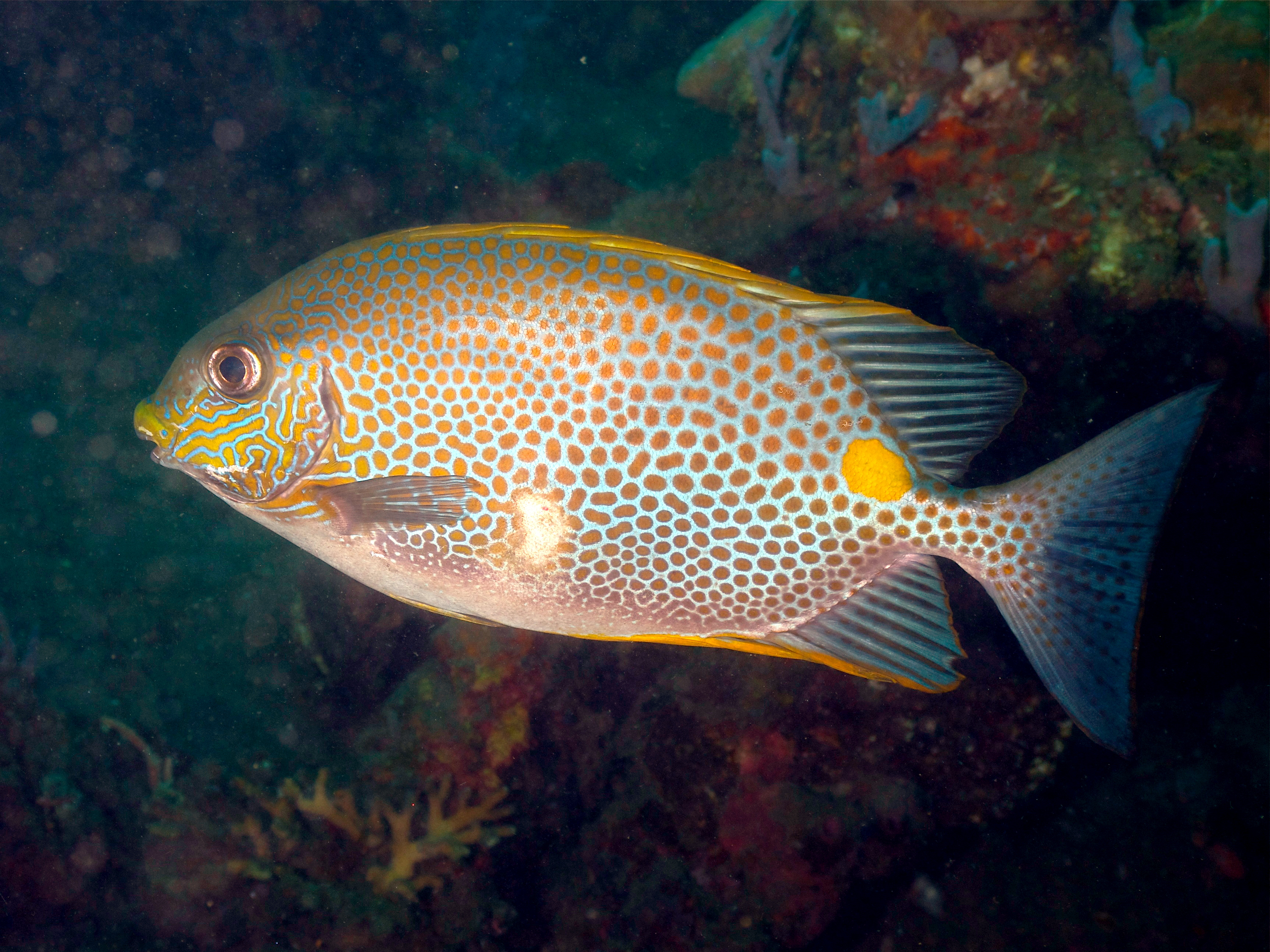
Siganus guttatus
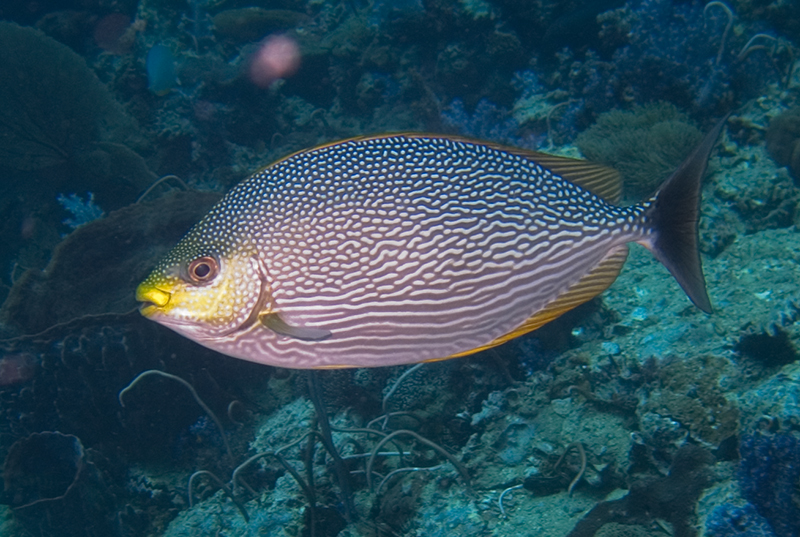
Siganus javus
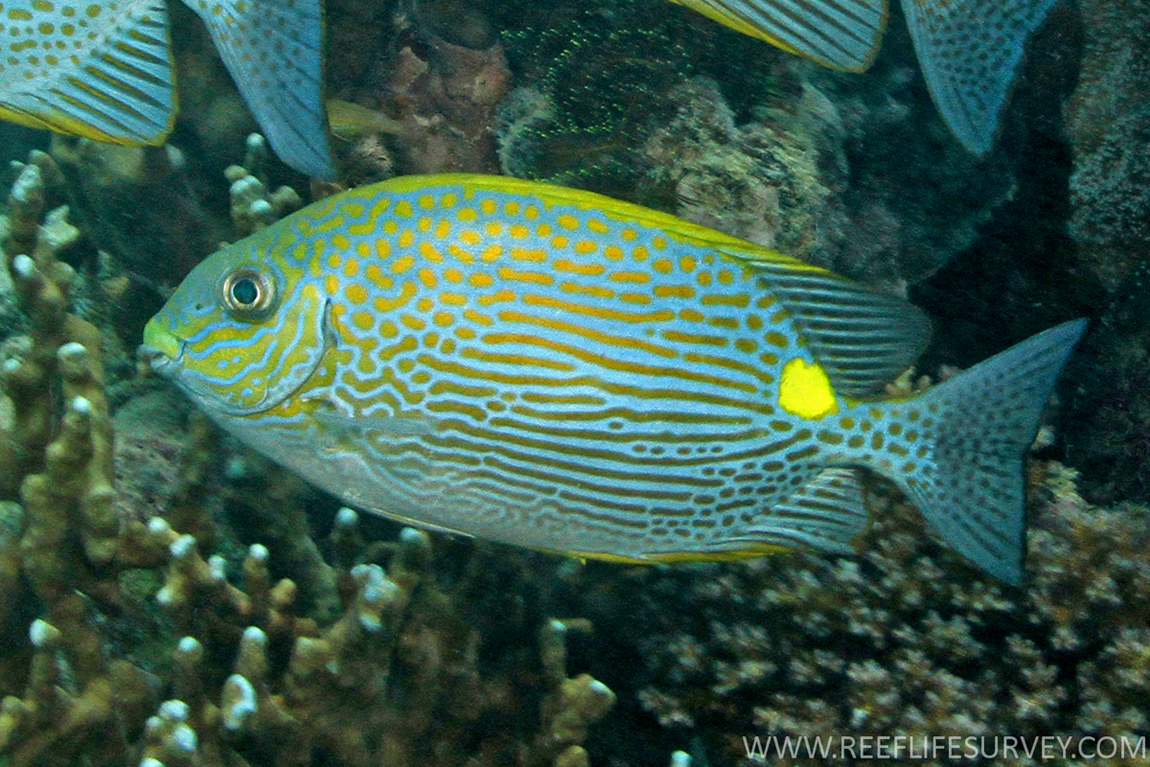
Siganus lineatus
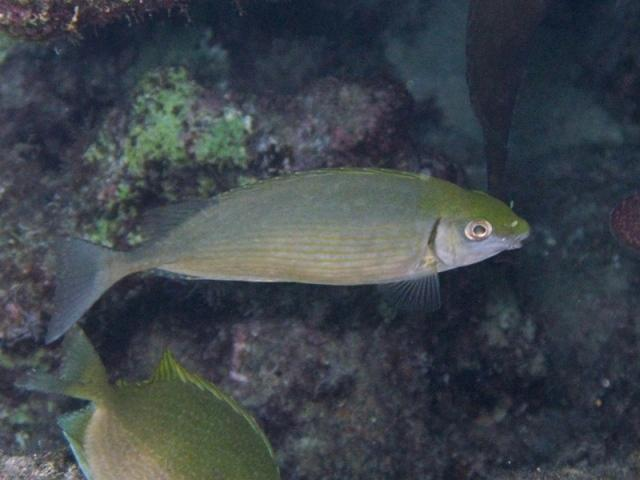
Siganus luridus
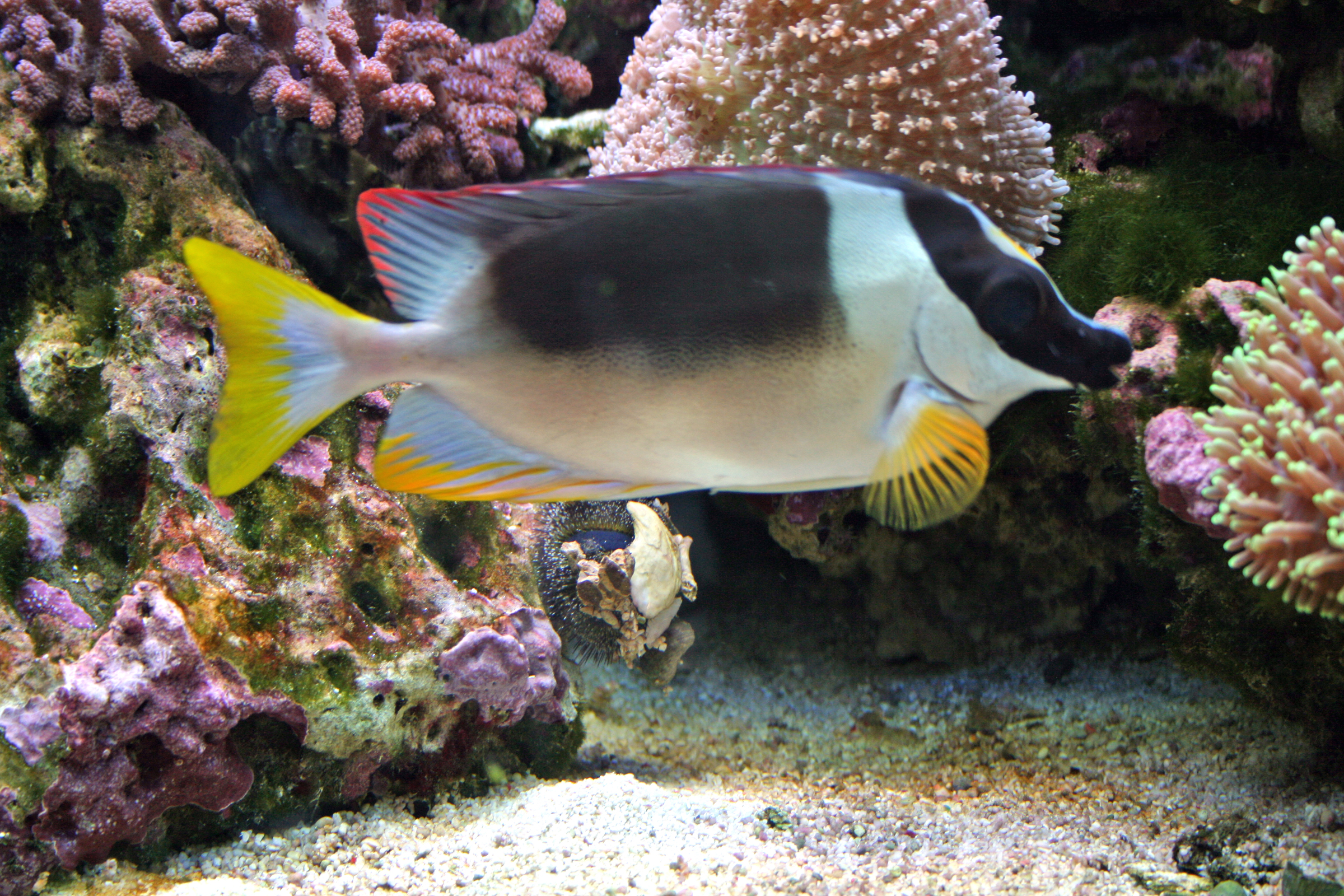
Siganus magnificus
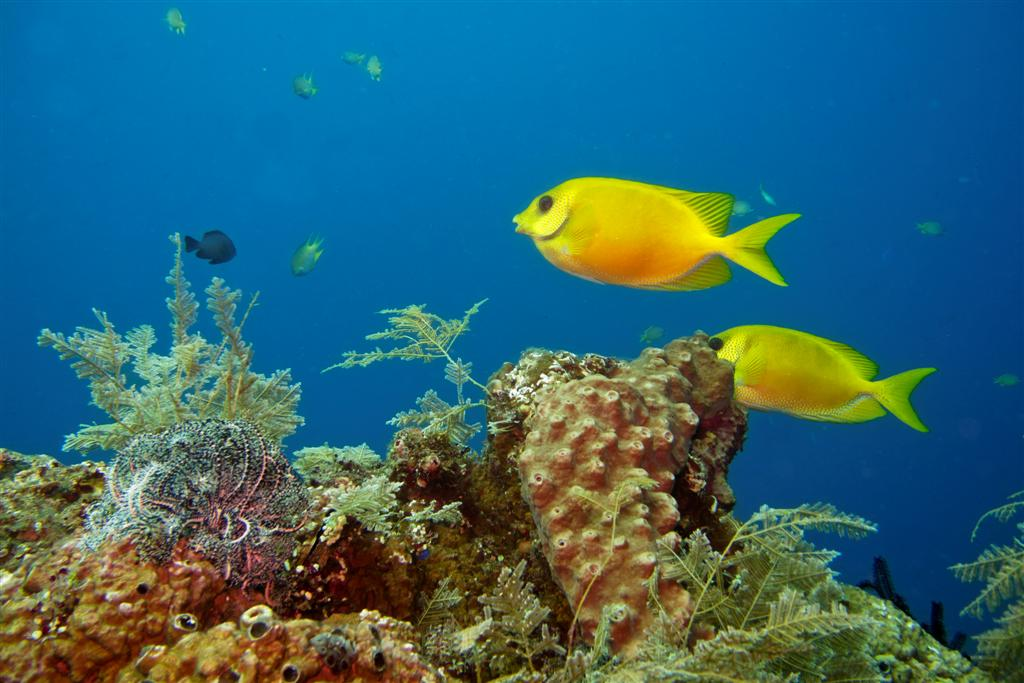
Siganus puelloides
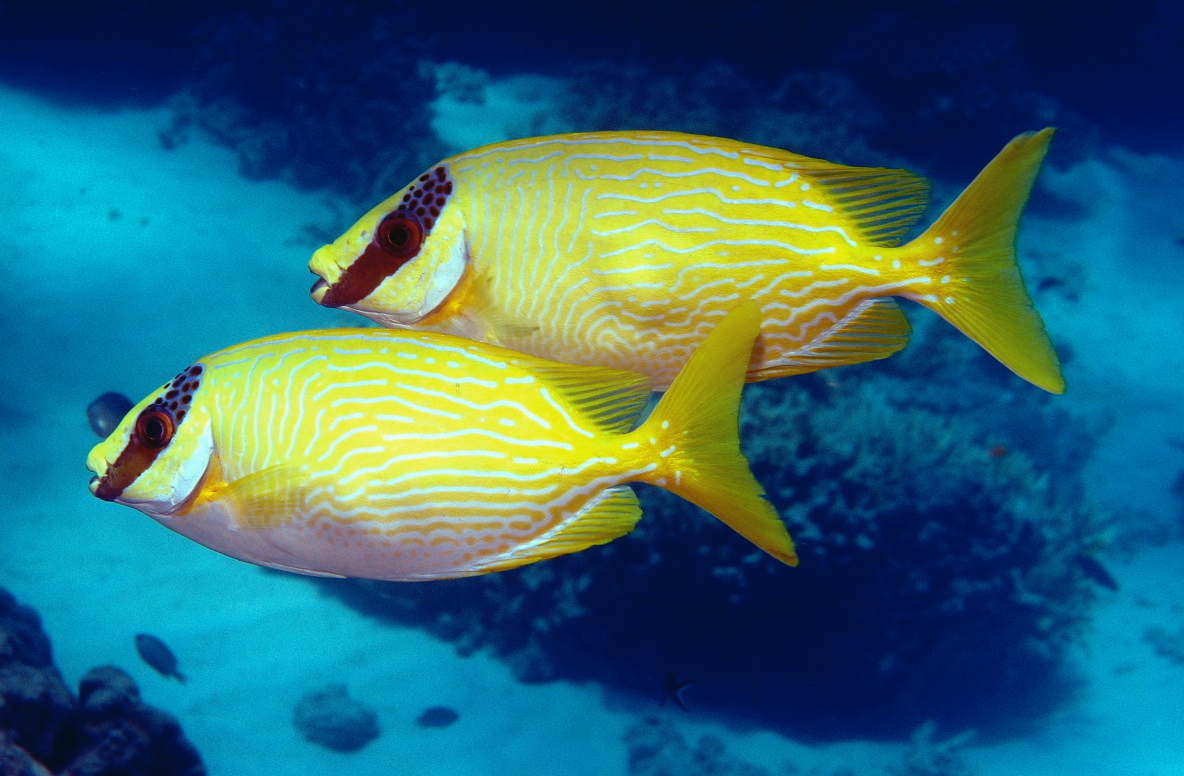
Siganus puellus
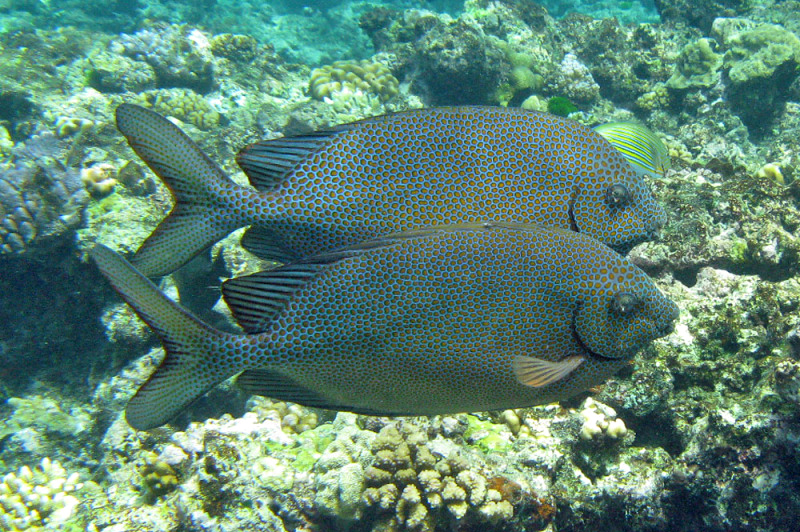
Siganus punctatus
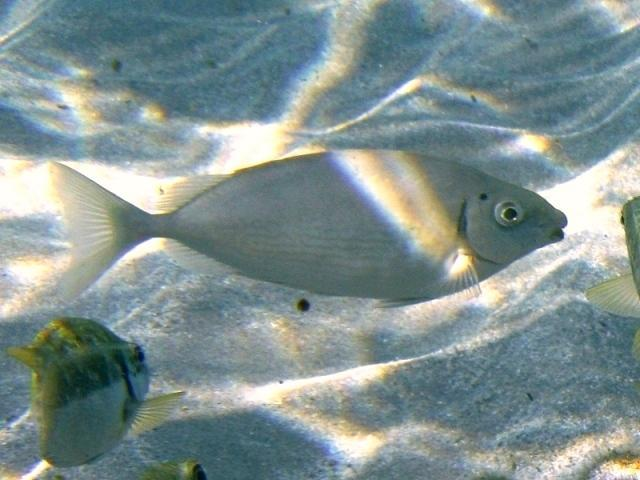
Siganus rivulatus
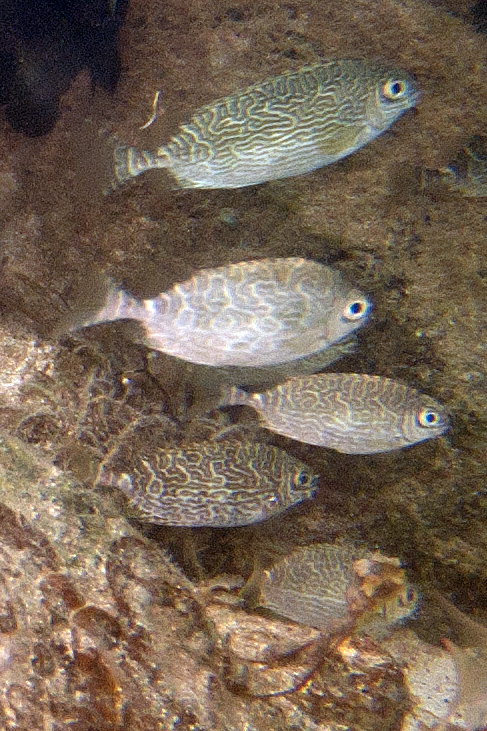
Siganus spinus
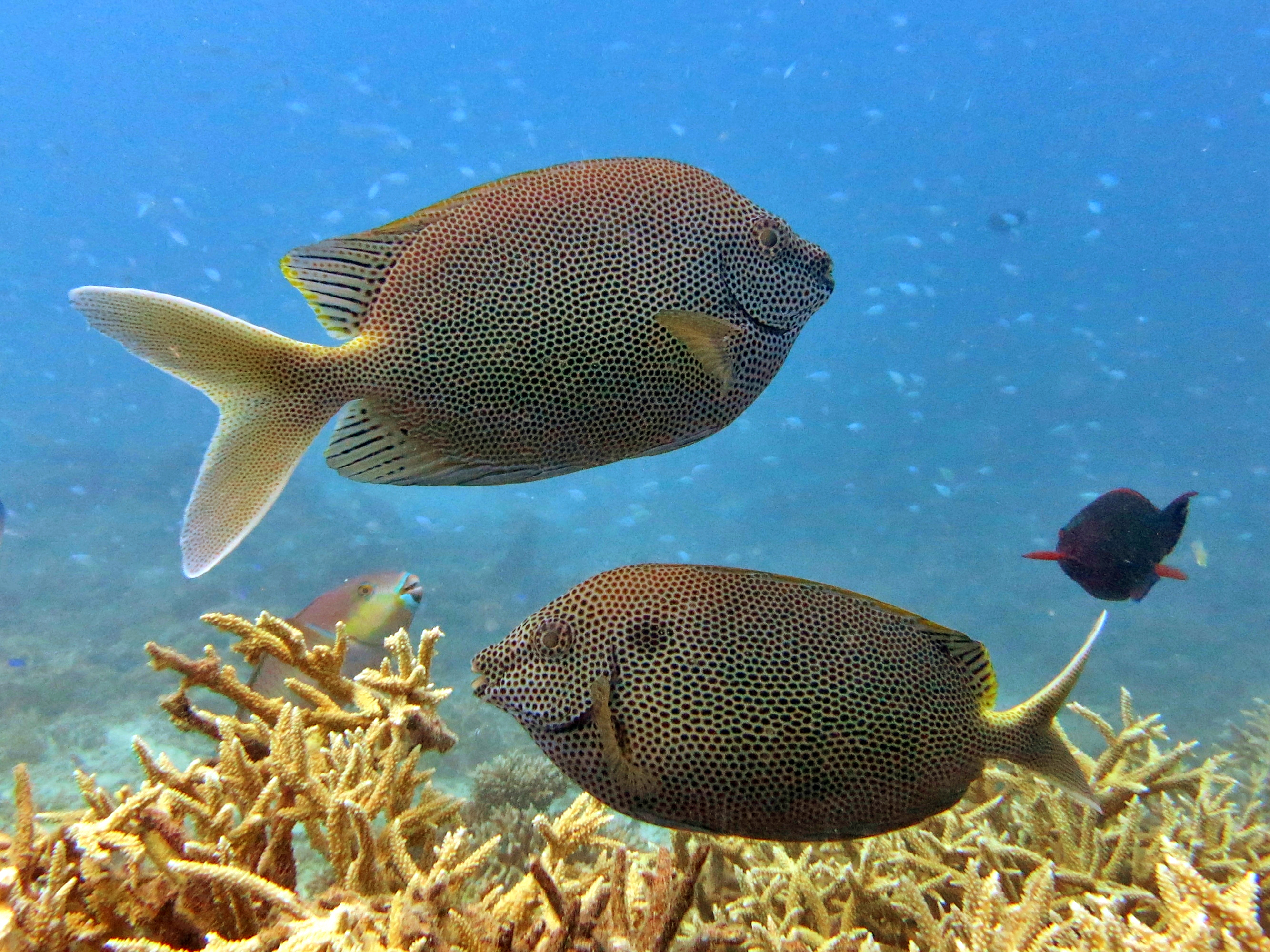
Siganus stellatus
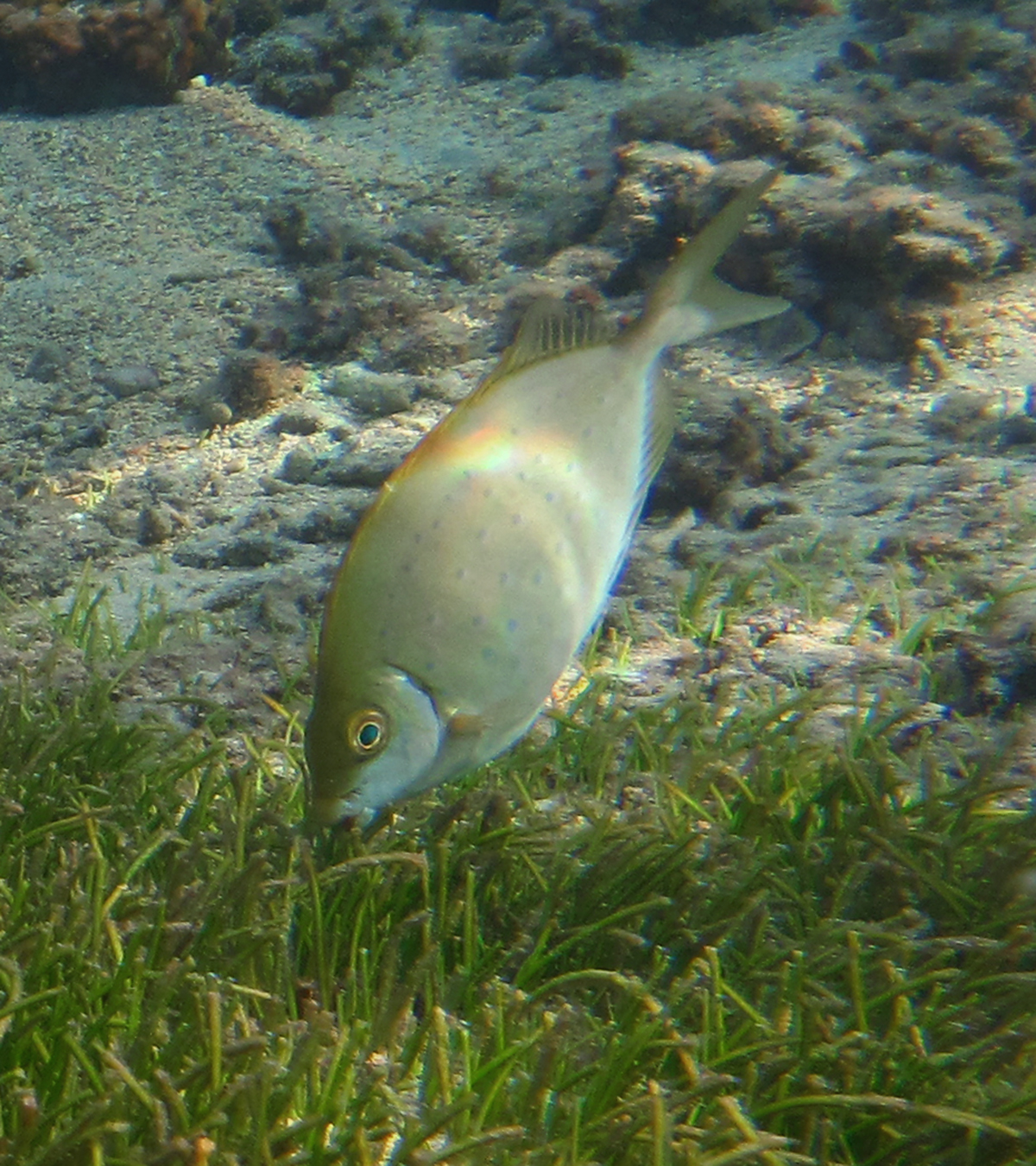
Siganus sutor
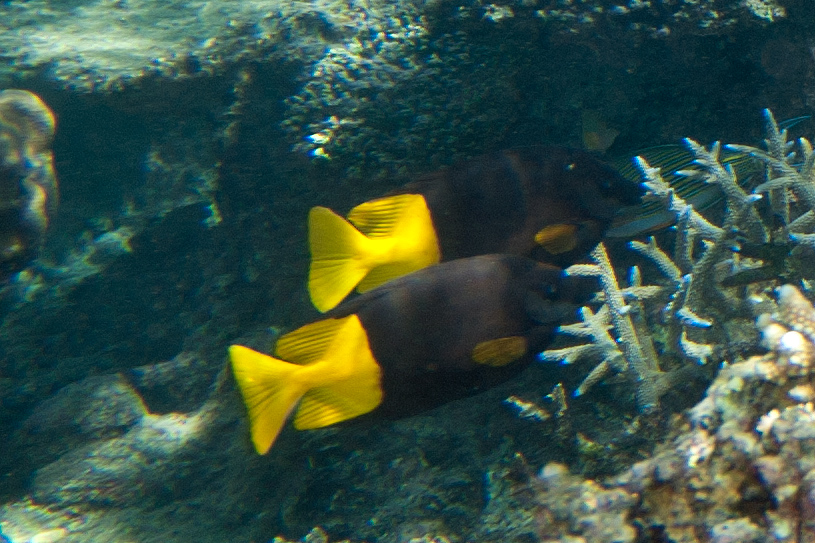
Siganus uspi
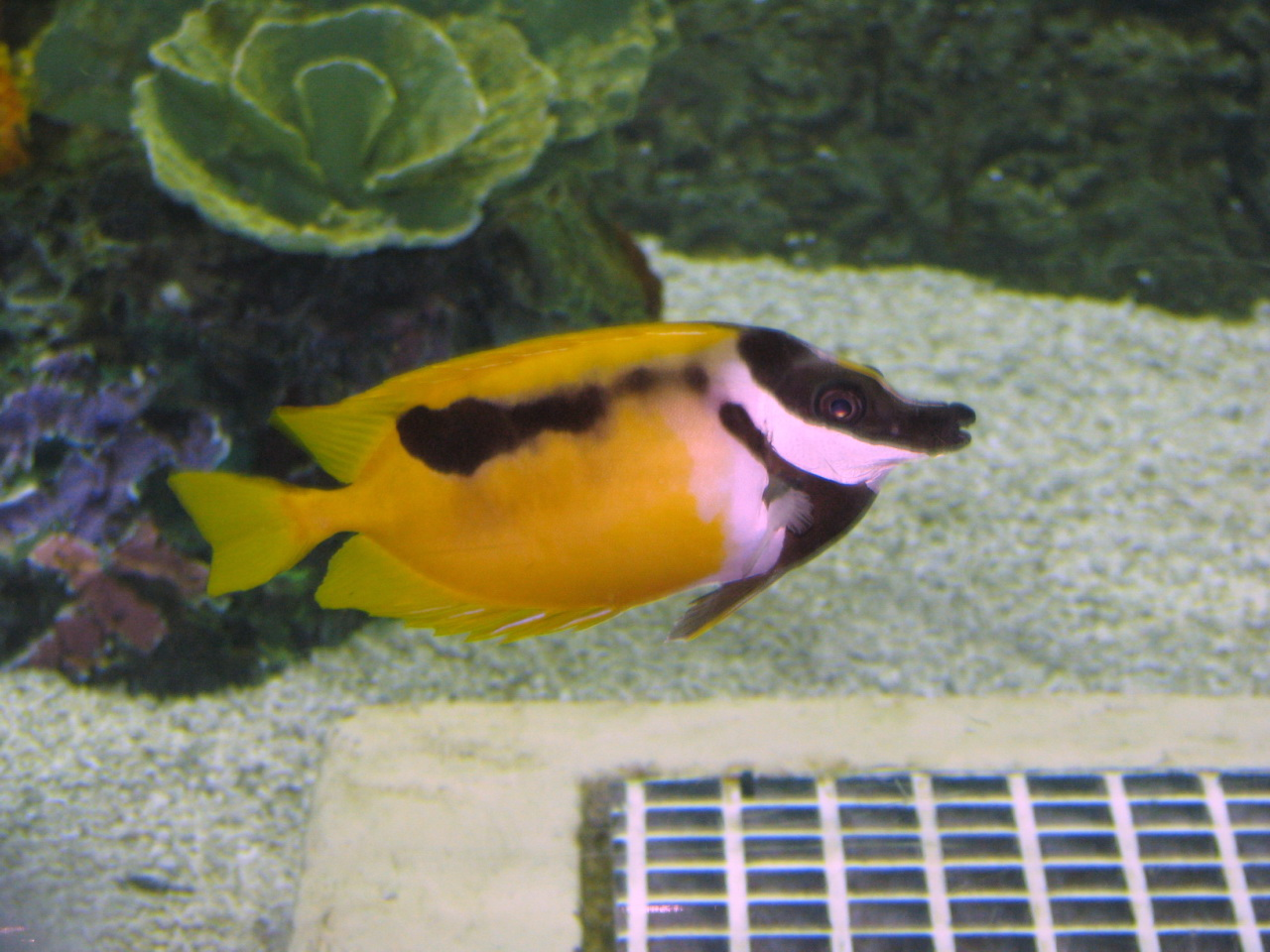
Siganus unimaculatus
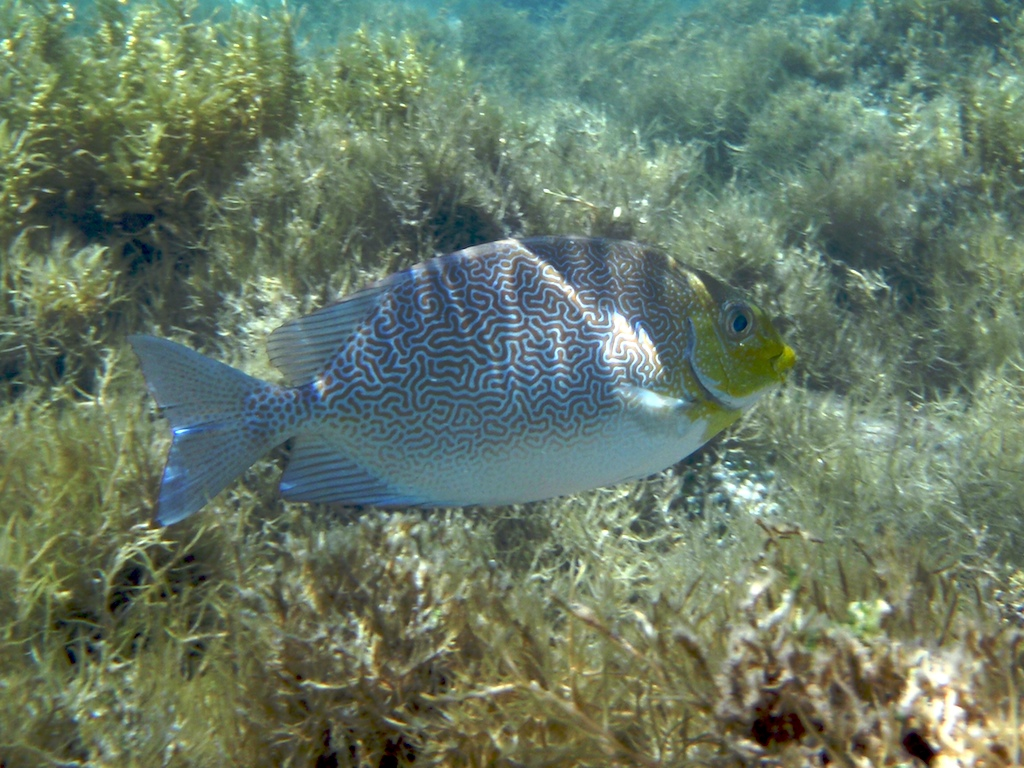
Siganus vermiculatus
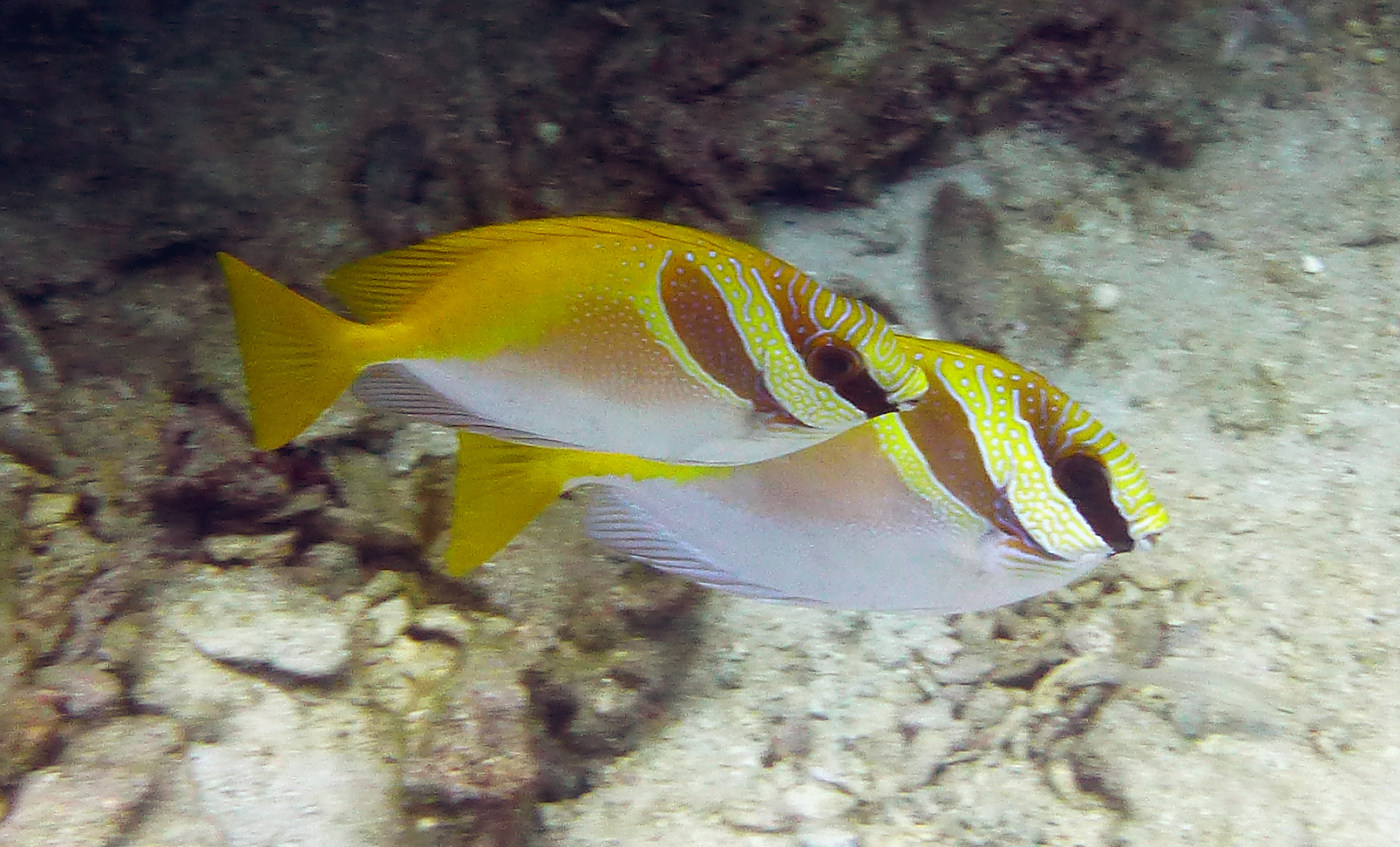
Siganus virgatus
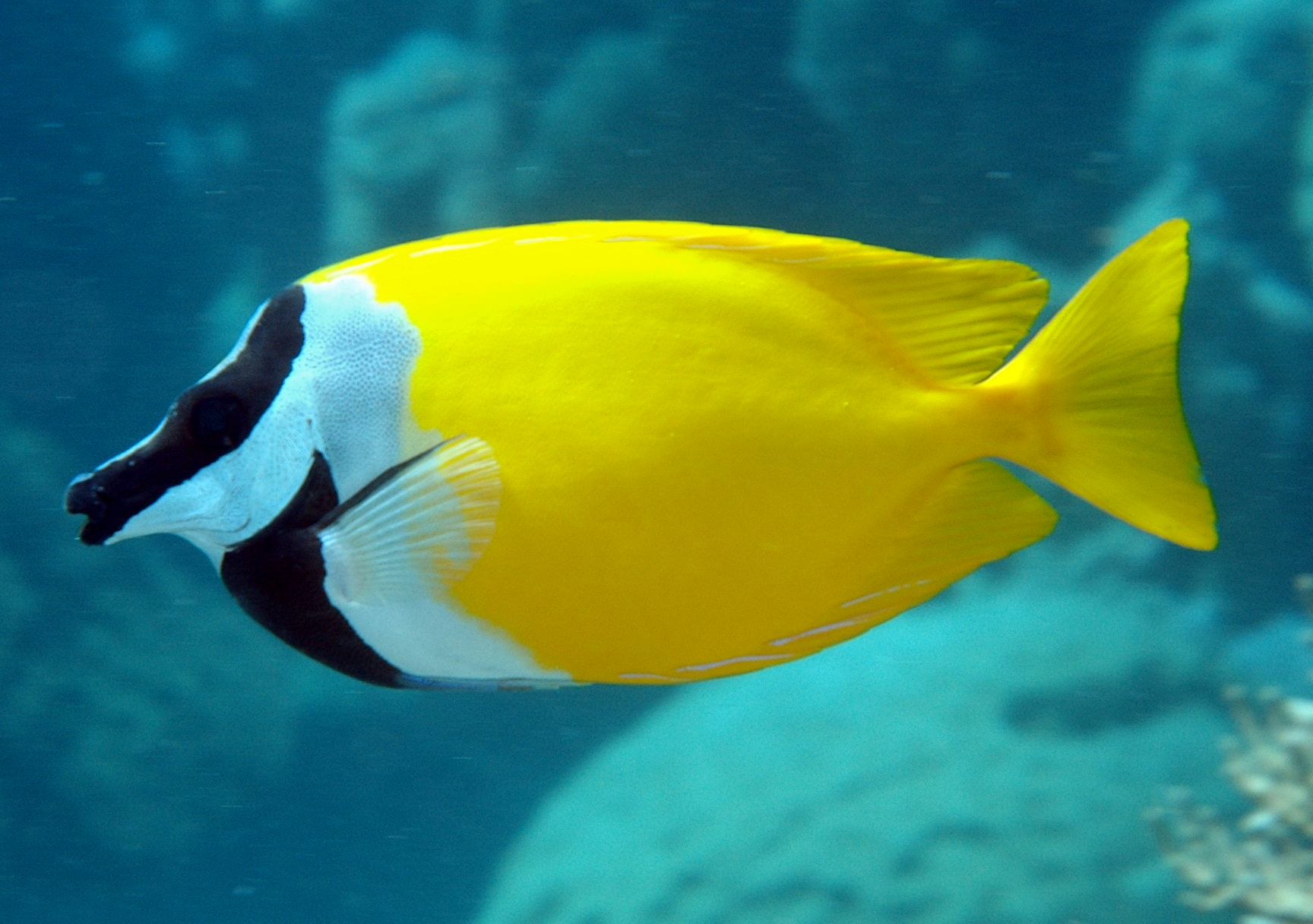
Siganus vulpinus